# 尼亚维亚尼环礁
尼亞維亞尼環礁（發音：[ɳaʋijan̪i at̪oɭu]；以第十六个它拿字母命名）是馬爾代夫的行政環礁，對應富瓦穆拉島（羅馬化：Fuvammulah）。在2014年，該環礁的人口約有7,984人。
尼亞維亞尼環礁是行政環礁，僅為行政區劃，並不是自然環礁。一如其他行政環礁，這些名稱並不能精確地從地理或文化上劃分馬爾代夫。

## 外部鏈結
尼亞維亞尼環礁官方介紹（英語）（页面存档备份，存于）